# Pierre Rebuffi
Pour les articles homonymes, voir Rebuffi.
Pierre Rebuffi est un jurisconsulte français né à Baillargues, près de Montpellier, en 1487, et mort à Paris en 1557. 
Il enseigna successivement le droit civil et le droit canon à Toulouse, dans sa ville natale, à Cahors, à Poitiers et à Paris. Telle était sa réputation que le pape Paul III voulut le faire auditeur de rote. Rebuffi était un médiocre orateur, mais un praticien très versé dans les matières bénéficiales, science encore peu connue de son temps. Il reçut la prêtrise à l’âge de soixante ans, en 1547. 
Ses Œuvres ont été recueillies en 5 vol. in-fol. (Lyon, 1586) et sa Praxis beneficiorum a été réimprimée à Paris en 1664
et en 1674 (in-fol.).

## Source
- Grand dictionnaire universel du XIXe siècle.